# Hemigrapsus
Genre
Les espèces du  genre Hemigrapsus sont des crabes dont la carapace est approximativement quadrangulaire.

## Liste des espèces
Selon Systema brachyurorum.
- Hemigrapsus affinis Dana, 1851
- Hemigrapsus crassimanus Dana, 1851
- Hemigrapsus crenulatus (H. Milne Edwards, 1837)
- Hemigrapsus estellinensis Creel, 1964
- Hemigrapsus gibbus (Hombron & Jacquinot, 1846)
- Hemigrapsus longitarsis (Miers, 1879)
- Hemigrapsus nudus (Dana, 1851)
- Hemigrapsus crassimanus (H. Milne Edwards, 1837)
- Hemigrapsus oregonensis (Dana, 1851)
- Hemigrapsus pallipes (H. Milne Edwards, 1837)
- Hemigrapsus penicillatus (De Haan, 1835) - crabe japonais (introduit en Europe, dont dans le port du Havre[2])
- Hemigrapsus sanguineus (De Haan, 1835) - crabe sanguin
- Hemigrapsus sexdentatus (H. Milne Edwards, 1837)
- Hemigrapsus sinensis Rathbun, 1931
- Hemigrapsus takanoi Asakura & Watanabe, 2005

## Référence
- Dana, 1851 : Conspectus Crustaceorum quæ in Orbis Terrarum circumnavigatione, Carolo Wilkes e Classe Reipublicæ Fœderatæ Duce, lexit et descripsit. Proceedings of the Academy of Natural Sciences of Philadelphia, vol. 5, p. 247–254.